# Jébuséens
Les Jébuséens, en hébreu : יְבוּסִי (yĕvūsi), sont un peuple biblique. Dans la Genèse, ils descendent de Canaan, lui-même petit-fils de Noé. Ils sont une des sept tribus du pays de Canaan évoquées dans le Deutéronome. Dans le Deuxième Livre de Samuel, sous le nom de « Jébus », ils sont les fondateurs et les premiers habitants de Jérusalem avant sa prise par le roi David vers 1004 av. J.-C..
L'armée israélienne y fait référence lors de l'opération Yevusi en 1948.